# Archives (Metro de Washington)
Archives – Navy Memorial – Penn Quarter (anteriormente Archives and Archives–Navy Memorial) es una estación subterránea en la línea Amarilla y la línea Verde del Metro de Washington, administrada por la Autoridad de Tránsito del Área Metropolitana de Washington. La estación se encuentra localizada en el Noroeste de Washington D. C. entre las Avenida Pensilvania y la Avenida Indiana. La estación obtiene su nombre por los Archivos Nacionales, el U.S. Navy Memorial, y el barrio Penn Quarter en la cual la estación está ubicada. Es un destino popular debido a que lleva al National Mall.

## Conexiones
Metrobus (13A, 13B, 13G, 13F, 30, 32, 34, 35, 36, 54, 70, 71, 79, A11, A42, A46, A48, P1, P2, P6, P17, P19, V8, W13, X1)
DC Circulator
MTA Maryland Commuter Bus (901, 902, 904, 915, 922, 929, 995) 
OmniRide Commuter

## Lugares de interés
- Departamento de Justicia
- Comisión Federal de Comercio
- Ford's Theatre
- Grand Army of the Republic Memorial
- J. Edgar Hoover Building (headquarters of the FBI)
- Archivos Nacionales
- Galería Nacional de Arte
- National Mall
- Museo Nacional de Historia Natural de los Estados Unidos
- Newseum
- Embajada de Canadá - Washington D. C.